# Mouchy-le-Châtel

Mouchy-le-Châtel este o comună în departamentul Oise, Franța. În 1 ianuarie 2022 avea o populație de 75 de locuitori.